# Nowowerbśke
Nowowerbśke (ukr. Нововербське) – wieś na Ukrainie, w obwodzie dniepropetrowskim, w rejonie synelnykowskim, w hromadzie Brahyniwka. W 2001 liczyła 65 mieszkańców.